# FEV

Hauptsitz der FEV Europe GmbH

Die FEV Europe GmbH (vormals FEV Motorentechnik GmbH) ist ein deutsches Tochterunternehmen der FEV Group GmbH und ein international agierender Entwicklungsdienstleister in der Entwicklung von Verbrennungsmotoren und Fahrzeugtechnik mit Hauptsitz in Aachen. Sie konstruiert und entwickelt Motoren für Geräte, PKW und Nutzfahrzeuge, aber auch für Schiffe und Lokomotiven. Zudem arbeitet FEV in den Bereichen der Elektronik und Fahrzeugtechnik sowie der Telematik- und Infotainmentsysteme und fertigt und betreibt Mess- und Prüfstände, mit denen Motoren und Fahrzeuge auf Haltbarkeit, Akustik und Emissionen getestet werden.
FEV war sowohl als Firma als auch personell in den Abgasskandal 2015 involviert.

## Geschichte
Im Jahr 1978 wurde die Forschungsgesellschaft für Energietechnik und Verbrennungsmotoren (FEV) GmbH durch den Maschinenbauprofessor an der RWTH Aachen, Franz Pischinger, in der Augustinergasse in Aachen gegründet. Im Jahr 1980 zog das Unternehmen um in ein ehemaliges Gebäude der Fafnir-Werke an der Jülicher Straße in Aachen-Nord. 1985 folgte die Gründung der Niederlassung in Auburn Hills (USA) und 1986 begann der Aufbau der Containerprüfstände in der Jülicher Straße. 1990 wurde die Niederlassung auf der Neuenhofstraße, Aachen, in Anwesenheit von Bundesforschungsminister Heinz Riesenhuber eröffnet. 1994 entstand ein Prototypenfahrzeug mit Elektro-Mechanischem Ventiltrieb. 1998 folgten die Eröffnungen des Fahrzeug-Applikationszentrums in Alsdorf und der Niederlassung in Peking.
2003 wurde der Vorsitz der Geschäftsführung im Rahmen des anstehenden Generationenwechsels an den Sohn Stefan Pischinger übergeben, der den Verbrennermotoren-Lehrstuhl an der RWTH bereits 1998 übernommen hatte. 2005 wurde das Entwicklungszentrum in Dalian (China) eröffnet. 2006 kam es zu einem Generationenwechsel innerhalb der Geschäftsführung: Gründer Franz Pischinger sowie seine langjährigen Wegbegleiter Manfred Schaffrath und Peter Walzer schieden aus. 2009 wurden das FEV-Dauerlaufprüfzentrum in Brehna und das Entwicklungszentrum in Pune (Indien) eröffnet. 2011 kamen weitere Büroräume in der Aachener Neuenhofstraße hinzu. Ebenfalls 2011 fand die Umfirmierung von FEV Motorentechnik GmbH in FEV GmbH statt.
2013 erwarb FEV das Elektronikunternehmen DGE Inc. Mit der Integration des Unternehmens erweitert die FEV-Gruppe ihre Kompetenzen in den Bereichen der Elektronik und Fahrzeugtechnik sowie der Telematik- und Infotainmentsysteme. DGE ist als Tochtergesellschaft innerhalb der FEV Gruppe im US-Markt gemeinsam mit der FEV Inc. in Auburn Hills in Michigan tätig.
Im März 2015 übernahm FEV den französischen Testsystem- und Engineering-Dienstleister D2T Powertrain Engineering S.A. Die FEV übernahm die Geschäfte von D2T in Frankreich, die Tochterunternehmen in Deutschland, China und den USA sowie die Beteiligungen in Südkorea und Japan. Seitt 2017 firmiert das Unternehmen als FEV Europe GmbH.
Am 16. Mai 2018 schloss FEV einen Kaufvertrag zum Erwerb der B&W Fahrzeugentwicklung GmbH ab. Damit sollte das Unternehmenssegment „Gesamtfahrzeugentwicklung“ ausgeweitet werden. 
Im Juni 2018 übernahm FEV UniPlot, einen Berliner Softwareentwickler für die grafische Darstellung von Messdaten, wie sie beispielsweise an Motorprüfständen anfallen, und Suarez & Bewarder GmbH & Co. KG, einen Ingenieurdienstleister, der sich auf die produktions- und prozessoptimierte Produktentwicklung und -konstruktion von Fahrzeugkomponenten im Automobilmarkt spezialisiert hatte.
FEV befindet sich bis heute im Besitz der Familie Pischinger.